# Palatium
Et palatium er betegnelsen for en stenbygget pragtbolig inden for en borg i 1100-1200-tallet. Navnet svarer til et palads, der igen henviser til de romerske kejseres luksuriøse embedsbolig i Rom på Palatinerhøjen, en af Roms syv høje. Navnet fulgte med, når de romerske kejsere skiftede opholdssted, således Palatium Magnum i Konstantinopel. 
Trods det fornemme navn var et palatium ikke nødvendigvis et stort hus. Pladsen inden for borgens ringmure var ofte knap. Et egentligt palatium findes kun i større borganlæg. Bygningen kunne senere omtales som fruerstuen, boligfløjen, residensen, lensmandsfløjen eller stenhuset. Et palatium findes nogenlunde velbevaret på Nyborg Slot på Fyn.